# Heltai Jenő (író)

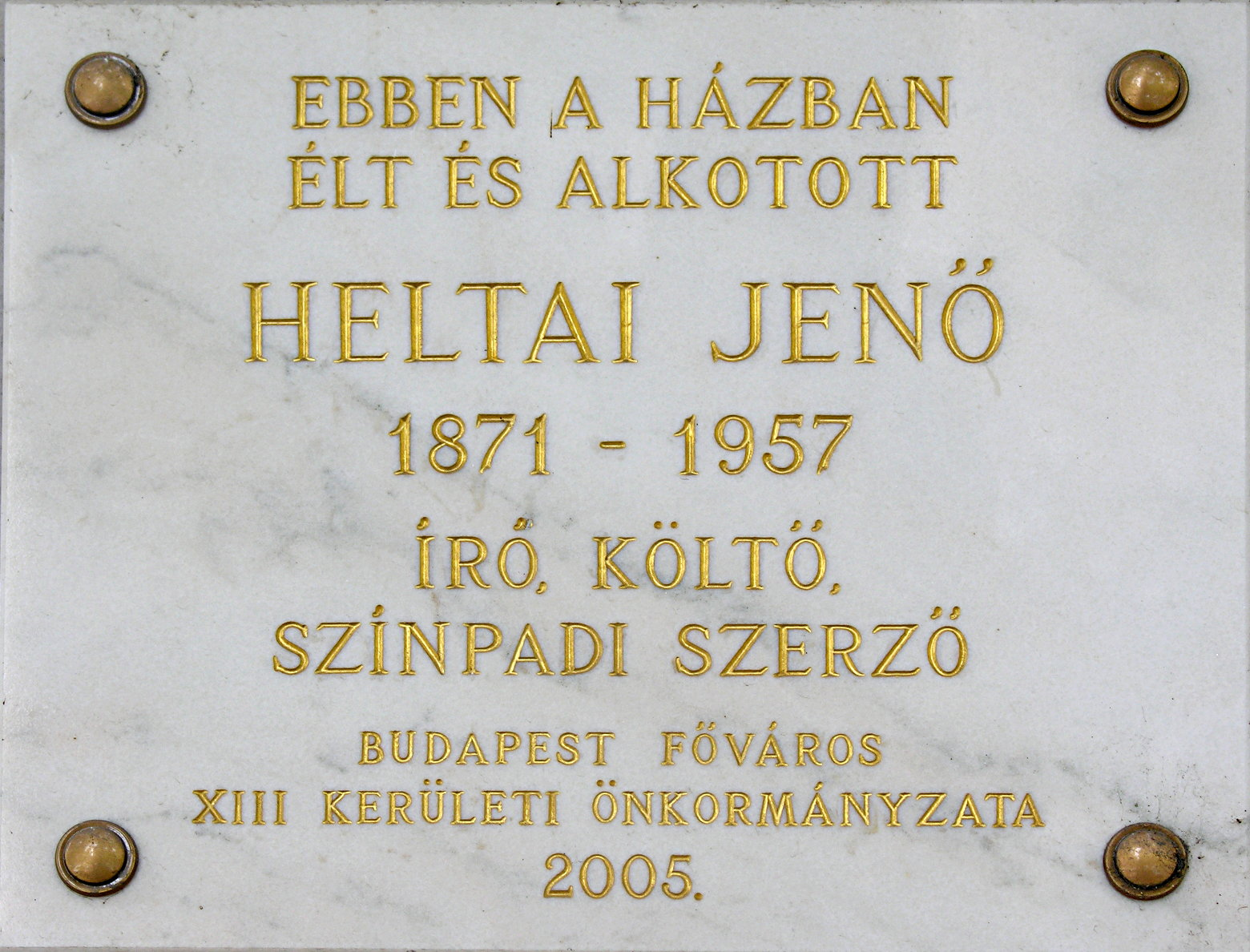
Heltai Jenő emléktáblája egykori lakhelyén, a Pozsonyi út 40. szám alatt

Heltai Jenő, született Herzl Eugen (Pest, 1871. augusztus 11. – Budapest, 1957. szeptember 3.) Kossuth-díjas magyar író, költő, újságíró, producer, dramaturg, Herzl Tivadar politikus, publicista és író unokatestvére.

## Pályafutása
Herzl Károly férfiruha- és terménykereskedő (megh. 1918) és Reich Jozefa elsőszülött gyermeke. Már 14 éves korában publikálták verseit. Miután félbehagyta jogi tanulmányait, újságíróként dolgozott: a Magyar Hírlap, A Hét, a Pesti Hírlap, majd a Pesti Napló munkatársa volt, de megjelentek versei a Borsszem Jankóban, a Magyar Szalonban, az Ország-Világban és a Magyar Géniuszban is. Katonai pályára lépett, 1892-ben tartalékos hadnagy lett; sokat utazott: élt Párizsban, Londonban, Bécsben, Berlinben és Isztambulban is. 1909-ben Huszár Pufi színész esküvői tanúja volt. Herzl családi nevét 1913-ban Heltaira változtatta.
1900-ban és 1901-ben is katonaként szolgált Nyitrán a 14. gyalogezrednél. Néhány költeménye is született itt tartózkodásakor. Már 1900-ban titkárként, 1914–18-ban dramaturg-igazgatóként dolgozott a Vígszínháznál, 1918-tól az Athenaeum kiadó irodalmi igazgatója, 1916-tól a Magyar Színpadi Szerzők Egyesületének elnöke. Később, 1929-től a Belvárosi Színház, majd 1932–1934-ben a Magyar Színház egyik igazgatója volt.
Dalszövegeket is írt, pl. Kacsóh Pongrác János vitéz című daljátékához is a szövegeket („Kék tó, tiszta tó…”). Nagy műveltségű, egyben kifinomultan könnyed, franciás lezserségű író volt. Színpadi műveiben is kitűnt költői készsége: 1936-ban nagy sikerrel mutatták be a Magyar Színházban A néma levente című verses színpadi játékát. A mű – többek között – sajátos humorral ábrázolja Hunyadi Mátyást.

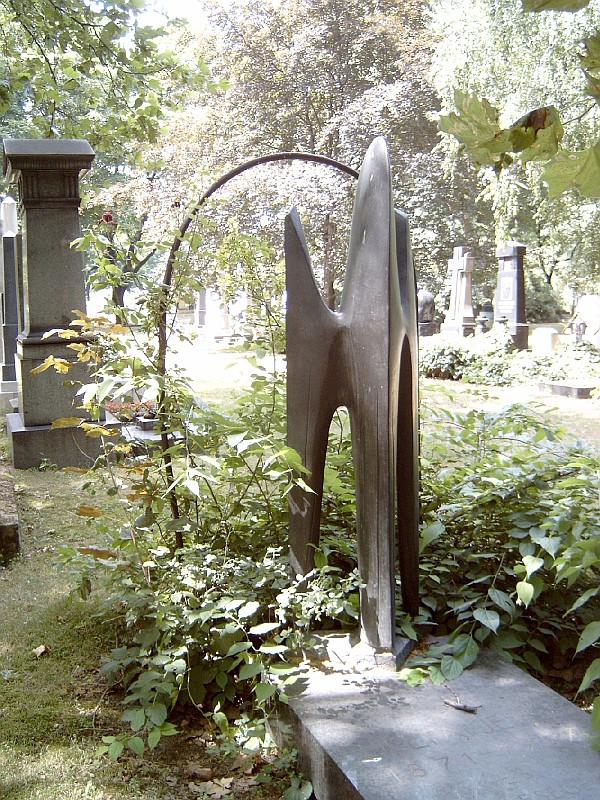
Heltai Jenő sírja Budapesten. Kerepesi temető: 34/1-3. sarok. Borsos Miklós alkotása

1903. augusztus 8-án Budapesten, a VIII. kerületben házasságot kötött még Herzl néven a római katolikus  Hausz (Hans) Valériával, Hausz Gyula és Schudomel Magdolna lányával. 1906 februárjában bejelentette, hogy elhagyja az izraelita vallásfelekezetet, de nem nyilatkozott arról, hogy milyen vallásra kíván áttérni (22334/906 sz. 1906 február 5). Házasságukat 1917-ben felbontották. 1923. május 15-én Budapesten, az V. kerületben házasságot kötött az özvegy Gács (Fröhlich/Frőhlich Ilona) Lillával (református), Frőhlich Vilmos és Klein Friderika lányával.
Más ünnepelt szerzők (így Molnár Ferenc) mellett rá is kiterjedtek a magyarországi zsidótörvények. Kikeresztelkedett fia lépéseket tett megmentése végett, de ő nem kért mentességet, mert személyesen kellett volna írnia a kormányzónak, inkább bujkált. Élete vége felé még megérte az elismerést: műfordítói tevékenységéért a Francia Becsületrenddel tüntették ki, 1948-ban pedig Kossuth-érdemrend (I. fokozat) elismerést kapott. A PEN klub magyar elnökévé választották és végül, már nagybetegen, 1957-ben Kossuth-díjat kapott.
86 éves korában, 1957. szeptember 3-án hunyt el.
Tudd meg: szabad csak az, akit

Szó nem butít, fény nem vakít,

Se rang, se kincs nem veszteget meg,

Az, aki nyíltan gyűlölhet, szerethet,

A látszatot lenézi, meg nem óvja,

Nincs letagadni, titkolni valója.
Tudd meg: szabad csak az, kinek

Ajkát hazugság nem fertőzi meg,

Aki üres jelszókat nem visít,

Nem áltat, nem igér, nem hamisít.

Nem alkuszik meg, hű becsületéhez,

Bátran kimondja, mit gondol, mit érez.

Nem nézi azt, hogy tetszetős-e,

Sem azt, kinek ki volt, és volt-e őse,

Nem bámul görnyedőn a kutyabőrre

S embernek nézi azt is, aki pőre.

## Fontosabb művei
Bővebben, ill. idegen nyelvű fordításait is lásd: Heltai Jenő-bibliográfia

### Versek
- Modern dalok; Mezei A. Ny., Budapest, 1892
- Kató; Lampel, Budapest, 1894
- Az obsitos. Vitéz Háry János újabb tettei; ill. Garay Ákos; Budapesti Hírlap, Budapest, 1903
- Kacsóh Pongrác: János vitéz. Daljáték; szöveg Bakonyi Károly, versek Heltai Jenő; Budapesti Hírlap, Budapest, 1904
- Heltai Jenő versei; Nyugat, Budapest, 1911 (A Nyugat könyvei)
- Fűzfasíp; Nyugat, Budapest, 1913
- Versek. 1892–1923; Athenaeum, Budapest, 1923 (Heltai Jenő munkái)
- Szabadság, 1945. május 1.
- Elfelejtett versek; Új Idők, Budapest, 1947
- Heltai Jenő versei; vál., sajtó alá rend. Gábor György; Szépirodalmi, Budapest, 1959
- Száztíz év. Heltai Jenő összegyűjtött versei; szerk., előszó, jegyz. Győrei Zsolt; Papirusz Book, Budapest, 2002

### Elbeszélések, novellák, karcolatok
- Kalandos történetek; Kunosy, Budapest, 1898
- Lou és egyéb elbeszélések; Kunosy Ny., Budapest, 1900
- Madmazel; Singer – Wolfner, Budapest, 1905 (Vidám könyvek)
- A titokzatos hercegnő. A tűzbogár. Egy detektív naplójából; Magyar Kereskedelmi Közlöny, Budapest, 1905 (Kisregény és elbeszélés)
- A Vénusz-bűnügy és egyéb elbeszélések; Lampel, Budapest, 1905
- A király mulat; Gelléri és Székely Ny., Budapest, 1907 (Mozgó könyvtár)
- Írók, színésznők és más csirkefogók; Nyugat, Budapest, 1910
- Scherzo; Singer-Wolfner, Budapest, 1910 (Modern magyar könyvtár)
- Színes kövek; Singer-Wolfner, Budapest, 1911 (Modern magyar könyvtár)
- Végeladás; Lampel, Budapest, 191? (Magyar könyvtár)
- Kis meséskönyv; Nyugat, Budapest, 1911
- A hét sovány esztendő és más elbeszélések; Athenaeum, Budapest, 1912
- A tündérlaki lányok; Franklin, Budapest, 1914 (Fehér könyvek)
- Lim-lom; Lampel, Budapest, 1915 (Magyar könyvtár)
- A vörös pillangó; Lampel-Wodianer, Budapest, 1921
- Mese az ördögről. Harmincegy elbeszélés; Singer-Wolfner, Budapest, 1922
- Papírkosár; Athenaeum, Budapest, 1927 (Heltai Jenő munkái)
- Utazás enmagam körül; Athenaeum, Budapest, 1935 (Magyar novellák)
- Hol hibáztam el?; Athenaeum, Budapest, 1936
- A gyilkos is ember; Athenaeum, Budapest, 1939
- Ismeretlen ismerősök. Kis történetek; Új Idők, Budapest, 1943
- Ötven elbeszélés; Új idők, Budapest, 1946
- Szerelem és vidéke. Novellák; Cserépfalvi, Budapest, 1947 (Cserépfalvi kiskönyvtára)
- Jaguár és más történetek; Athenaeum, Budapest, 1949
- Talált pénz. Válogatott elbeszélések; Szépirodalmi, Budapest, 1951
- Színes kövek. Elbeszélések, emlékezések, 1-2.; vál., sajtó alá rend. Gábor György; Szépirodalmi, Budapest, 1957
- Pesti madarak. Karcolatok, kis komédiák; vál., szerk. Gábor György, Béllyei Pál, utószó Bélley Pál; Szépirodalmi, Budapest, 1958
- Hoffmanné meséi és más elbeszélések; szöveggond., utószó Hegyi Katalin; Unikornis, Budapest, 1998 (A magyar próza klasszikusai)
- Utazás enmagam körül és más vallomások; előszó Fráter Zoltán; Papirusz Book, Bp., 1998
- Kaland és más elbeszélések; szöveggond., utószó Hegyi Katalin; Unikornis, Budapest, 2000 (A magyar próza klasszikusai)
- Humoreszkek, 1-2.; előszó Fráter Zoltán; Papirusz Book, Vp., 2000–2001 (Heltai Jenő összegyűjtött művei)

### Regények, kisregények
- Hoffmanné meséi. Regény; Magyar Hírlap, Budapest, 1895
- A hét sovány esztendő; Kunosy V. Ny., Budapest, 1897
- A száműzöttek. Regény; Magyar Hírlap, Budapest, 1900
- Gertie és egyéb történetek; Lampel, Budapest, 1901 (Magyar könyvtár)
- A Vénusz-lakók; Fidibusz, Budapest, 1906
- Nyári rege. Regény; Singer-Wolfner, Budapest, 1907 (Egyetemes regénytár)
- Az utolsó bohém. Regény; Nyugat, Budapest, 1911
- Az én második feleségem. Regény; Singer-Wolfner, Budapest, 1912
- Family-Hotel; Singer-Wolfner, Budapest, 1913
- VII. Emánuel és kora; Singer-Wolfner, Budapest, 1913
- Jaguár; Franklin, Budapest, 1914
- A 111-es; Athenaeum, Budapest, 1920
- Álmokháza. Regény; Athenaeum, Budapest, 1929
- Életke. Regény; Athenaeum, Budapest, 1930
- Ifjabb. Regény; Athenaeum, Budapest, 1934
- A Vénusz-lakók; Bembo, Budapest, 1991
- Ifjabb. Regény; előszó Fráter Zoltán; Papirusz Book, Bp., 1999 (Heltai Jenő összegyűjtött művei)
- Álmokháza; előszó Fráter Zoltán; Papirusz Book, Bp., 1999 (Heltai Jenő összegyűjtött művei)

### Színművek, drámák, jelenetek
- Az asszony körül; Grill, Budapest, 1908 (Magyar írók arany könyvtára)
- Naftalin. Bohózat; zene Szirmay Albert; Mozgó Könyvtár, Budapest, 1908 (Mozgó könyvtár)
- Az édes teher (Budapest, 1909)
- A masamód. Vígjáték; Lampel, Budapest, 1913 (Fővárosi színházak műsora)
- Bernát. Kis komédiák egy székesfővárosi polgár életéből; Nyugat, Budapest, 1913
- Kis komédiák; Lampel, Budapest, 1913 (Magyar könyvtár)
- Egy operette története. Kis komédiák; Lampel, Budapest, 1914 (Magyar könyvtár)
- Heltai Jenő–Makai Emil: A királyné apródja. Vígjáték; Lampel, Budapest, 1916 (Magyar könyvtár)
- A kis cukrászda. Vígjáték; színpadi kiad.; Athenaeum, Budapest, 1923
- Arcok és álarcok. Hat kis vígjáték; Athenaeum, Budapest, 1925
- Színdarabok; Athenaeum, Budapest, 1927 (Heltai Jenő munkái)
- A néma levente, Vígjáték; ill. Fáy Dezső; Athenaeum, Budapest, 1936
- Az ezerkettedik éjszaka, Mesejáték; Athenaeum, Budapest, 1939
- Egy fillér, Álomjáték; Széchenyi Rt., Budapest, 1940
- Lumpáciusz Vagabundusz vagy A három jómadár; Johann Nestroy bohózatos mesejátéka után a mai színpadra átírta és versbe szedte Heltai Jenő; szerzői, Budapest, 1943
- Amerikai párbaj. Vígjáték; in: Régi magyar kabaré; Kultúra, Budapest, 1948 (Új magyar könyvtár)
- Öt mesejáték; Szépirodalmi, Budapest, 1955
- Szépek szépe (Budapest, 1955)
- A néma levente és más színművek; Szépirodalmi, Budapest, 1960
- Menazséria; Szépirodalmi, Budapest, 1962
- A néma levente és más költői játékok; vál., szöveggond., utószó Petrányi Ilona; Unikornis, Budapest, 1997 (A magyar dráma gyöngyszemei)
- A masamód. Elfelejtett drámák; vál., szerk., utószó, jegyz. Győrei Zsolt; Európa, Bp., 2001 ISBN 9630769379
- János vitéz. Zenéjét Heltai Jenő verseire szerzette Kacsoh Pongrácz; szöveg Bakonyi Károly; prózai szöveggond. Vörös Róbert; Nemzeti Színház, Bp., 2008 (Nemzeti Színház színműtár)

### Antológia, esszé, mese, napló
- Magyar humoristák. Anthológia az írók életrajzával; szerk. Heltai Jenő; Athenaeum, Budapest, 1920
- A bölcsek köve. Mesék; vál., sajtó alá rend., utószó Bélley Pál; Szépirodalmi, Budapest, 1959
- Zsoldos Andor: Theodor Herzl. Emlékezések; Herzl Tivadar Schüller Luise-hoz írott levelei, Heltai Jenő visszaemlékezései; szerk. Farkas Ervin; World Federation of Hungarian Jews, New York, 1981
- Századelő. Tudósítás a Duna-parti Párizsból. Kötetben még meg nem jelent versek, jelenetek, szatírák; vál. Urbán V. László; Officina Nova, Budapest, 1994
- Száztíz év – összegyűjtött versek (Papírusz Book Kiadó, 2002, szerk: Győrei Zsolt ISBN 9789639263116)
- Heltai Jenő breviárium (in: Budapesti Negyed – X. évf. 4. szám és XI. évf. 1. szám, 2002. tél és 2003. tavasz, szerk: Győrei Zsolt)
- Te pajkos, kis kokott. Heltai Jenő Budapestje (Papírusz Book Kiadó, 2007, szerk: Győrei Zsolt ISBN 9789639263345)
- Négy fal között. Naplójegyzetek, 1944–1945; sajtó alá rendezte, szerk., jegyz. Tamás Zsuzsanna; Magvető, Budapest, 2017 (Tények és tanúk, 129.), ISBN 9789631435320
- Mert végtelen Allah hatalma... Válogatás Heltai Jenő török, arab és perzsa tárgyú írásaiból; szerk., utószó, jegyz. Győrei Zsolt; Papirusz Book, Bp., 2017

## Filmfeldolgozás
- A 111-es (1937)
- Jaguár (1967)
- Kiskirályok: 1. rész Family Hotel; 2. rész VII. Emmánuel és kora (1972)
- Hungária Kávéház (1976)
- Naftalin (1978)[16]
- A száztizenegyes (1982)
- A néma levente (1983)[17]
- A kis cukrászda (1989), tévéjáték

## Emlékezete
- Alakja felbukkan (említés szintjén) Kondor Vilmos magyar író Budapest novemberben című bűnügyi regényében.

## Kapcsolódó szócikk
- Magyar szabadkőművesek listája